# 梅斯基希
梅斯基希（發音：[ˈmɛsˌkɪʁç] ⓘ）是德国巴登-符腾堡州蒂宾根行政区锡格马林根县的城市，面积76.22平方千米，2023年12月31日人口为8,725人。